# Philip de Braose (Militär)
Philip de Braose (auch de Briouze) († vor 1201) war ein anglonormannischer Militär.

## Leben
Philip de Braose entstammte der anglonormannischen Adelsfamilie Braose. Er war ein jüngerer Sohn seines gleichnamigen Vaters Philip de Braose, 2. Lord of Bramber, der sowohl in der Normandie wie auch in Südengland Besitzungen hatte. Der jüngere Philip nahm zusammen mit seinem älteren Bruder William von 1171 bis 1172 am Feldzug von König Heinrich II. nach Irland teil. Dabei teilte der König Philip der Besatzung von Wexford zu. Während einer Ratsversammlung in Oxford 1177 sprach ihm der König das irische Königreich Limerick zu, doch dazu musste er dieses Gebiet im nördlichen Munster erst erobern. Noch 1177 stellte Braose mit Unterstützung von Robert FitzStephen und Miles de Cogan eine Streitmacht auf und zog nach Limerick. Sein Versuch, die Region zu erobern scheiterte aber. Die Bewohner der Siedlung Limerick setzten ihre Häuser in Brand, da sie erwarteten, dass die anglonormannischen Soldaten die Befestigungen überwinden würden. Philips weiteres Schicksal ist unbekannt. König Johann Ohneland vergab schließlich 1201 den Anspruch auf Limerick an Philips Neffen William de Braose, 4. Lord of Bramber.